# Hypsipetes
Genre
Le genre Hypsipetes regroupe 26 espèces de bulbuls du bassin Indo-Pacifique.

## Liste desespèces
D'après la classification de référence (version 14.2, 2024) du Congrès ornithologique international (ordre phylogénique) :
- Hypsipetes nicobariensis – Bulbul des Nicobar
- Hypsipetes philippinus – Bulbul des Philippines
- Hypsipetes mindorensis – Bulbul de Mindoro
- Hypsipetes siquijorensis – Bulbul de Siquijor
- Hypsipetes affinis – Bulbul à queue d'or
- Hypsipetes platenae – Bulbul des Sangihe
- Hypsipetes aureus – Bulbul des Togian
- Hypsipetes harterti – Bulbul des Banggai
- Hypsipetes longirostris – Bulbul des Sula
- Hypsipetes chloris – Bulbul d'Halmahera
- Hypsipetes lucasi – Bulbul d'Obi
- Hypsipetes mysticalis – Bulbul des Buru
- Hypsipetes guimarasensis – Bulbul des Visayas
- Hypsipetes everetti – Bulbul d'Everett
- Hypsipetes catarmanensis – Bulbul du Catarman
- Hypsipetes rufigularis – Bulbul à gorge rousse
- Hypsipetes amaurotis – Bulbul à oreillons bruns
- Hypsipetes borbonicus – Bulbul de Bourbon
- Hypsipetes madagascariensis – Bulbul de Madagascar
- Hypsipetes olivaceus – Bulbul de Maurice
- Hypsipetes thompsoni – Bulbul à tête blanche
- Hypsipetes leucocephalus – Bulbul noir
- Hypsipetes ganeesa – Bulbul des Ghats
- Hypsipetes parvirostris – Bulbul des Comores
- Hypsipetes moheliensis – Bulbul de Moheli
- Hypsipetes crassirostris – Bulbul merle

## Source
- del Hoyo J., Elliott A. & Christie D. (2005) Handbook of the Birds of the World, Volume 10, Cuckoo-shrikes to Thrushes. BirdLife International, Lynx Edicions, Barcelona, 895 p.